# بطا
بطا إحدى قرى مركز بنها التابع لمحافظة القليوبية بجمهورية مصر العربية.

## التاريخ
قرية بطا من القرى القديمة، واسمها الأصلي وقت الفتح الإسلامي لمصر «باتا» (بالإنجليزية: Bata)‏، وقد وردت باسم بطا في أعمال جزيرة قوسينا ضمن قرى الروك الصلاحي التي أحصاها ابن مماتي في كتاب قوانين الدواوين، كما وردت باسم منية بطا في أعمال الغربية ضمن قرى الروك الناصري التي أحصاها ابن الجيعان في كتاب «التحفة السنية بأسماء البلاد المصرية». وفي العصر العثماني كان اسمها في تربيع سنة 933هـ/1527م الذي أجراه الوالي العثماني سليمان باشا الخادم في عصر السلطان العثماني سليمان القانوني منية بطا ضمن قرى ولاية القليوبية، وفي تاريخ 1228هـ/1813م الذي عدّ قرى مصر بعد المسح الذي قام به محمد علي باشا باسم بطا ضمن قرى مديرية المنوفية. ويُذكر تبعية قرية بطا انتقلت من مديرية المنوفية إلى مديرية القليوبية حديثًا.

## السكان
بلغ عدد سكان بطا 16,173 نسمة، حسب الإحصاء الرسمي لعام 2006.